# Rio Preto (bacia do rio São Francisco)
O rio Preto é um curso de água do estado da Bahia, Brasil. É o maior afluente do rio Grande, localiza-se no oeste do estado e faz parte da bacia hidrográfica do rio São Francisco. O rio recebe esse nome devido à suas águas cristalinas e profundas, que fazem a coloração de sua superfície ficar escura, quando observado de longe.
O rio Preto nasce nas fraldas do Espigão Mestre, e corre na direção oeste-leste, totalizando um percurso de 450 quilômetros. É navegável em 364 km de curso, tem profundidade média de 30 metros e largura máxima de 80 metros. Desagua no rio Grande, próximo à serra do Boqueirão, no município de Mansidão.
A bacia de drenagem do rio Preto tem uma área de 22.630 km², correspondente a 4,33% da superfície total da Bahia, ocupando assim quase toda a parte setentrional da bacia do rio Grande.
O curso do rio Preto é alimentado pelos deflúvios das cabeceiras ocidentais úmidas, recebendo como afluentes os rios Sapão, do Ouro e Pajeú, além dos riachos Timbó e Cana Brava.
O rio Preto atravessa os municípios baianos de Formosa do Rio Preto, Santa Rita de Cássia e Mansidão, além dos povoados de São Marcelo, Peixe, Formigueiro e Pontal.

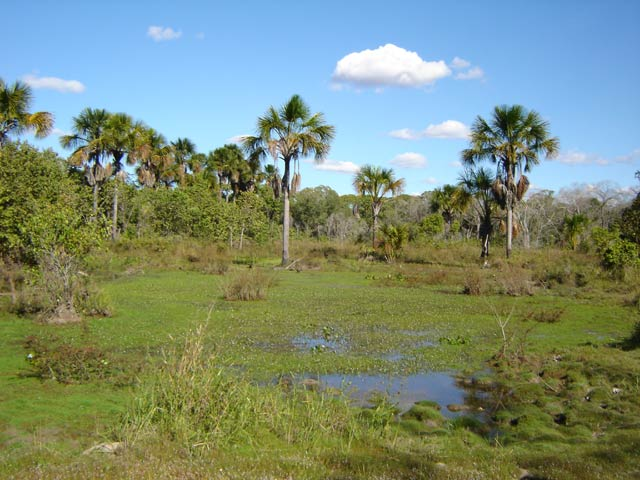
Típica lagoa temporária formada pelo acúmulo de água das chuvas em regiões de terreno rebaixado da área rural de Santa Rita de Cássia.

Ao longo de toda a bacia do rio Preto, é comum o surgimento de lagoas temporárias durante a estação das chuvas em regiões de terreno rebaixado.
Trinta e oito ilhas pontilham o rio Preto, todas com vegetação composta de ingazeiros, pés-de-murici e principalmente cajueiros.
Quanto às quedas d'água, existem a do Rio Preto, com altura de aproximadamente 5 metros; a do Rio do Ouro, no lugar Queda D'água, município de Formosa do Rio Preto, com 2 m de altura; e a Cachoeira do Rio Riachão, com altura de aproximadamente 2 m, situada também no município de Formosa do Rio Preto. Nenhuma delas, porém, é aproveitada para a produção de energia elétrica.